# Cyclopetta difficilis
Cyclopetta difficilis is een eenoogkreeftjessoort uit de familie van de Cyclopettidae. De wetenschappelijke naam van de soort werd in 1913 voor het eerst geldig gepubliceerd door Georg Ossian Sars.